# キーズ・トゥ・アセンション
『キーズ・トゥ・アセンション』（Keys to Ascension）は、イエスのアルバムである。メンバーはジョン・アンダーソン、クリス・スクワイア、スティーヴ・ハウ、リック・ウェイクマン、アラン・ホワイト。

## 内容
トレヴァー・ラビンとトニー・ケイはトーク・ツアー終了後に脱退した。そこで、イエスは『海洋地形学の物語』や『究極』といったアルバムを作ったメンバー、リック・ウェイクマンとスティーヴ・ハウを再招集した。
このメンバーによって制作された本アルバムは、2枚組で全9曲、うち7曲が1996年3月のカリフォルニア州サン・ルイス・オビスポにおける3日間の演奏から選別／収録したライブ音源、残り2曲が新曲である。

## 収録曲
ディスク1 （ライブ）
1. シベリアン・カートゥル - "Siberian Khatru" (ライブ)
2. 神の啓示 - "Revealing Science of God" (ライブ)
3. アメリカ - "America" (ライブ)
4. オンワード - "Onward" (ライブ)
5. 悟りの境地 - "Awaken" (ライブ)

ディスク2 （ライブ+スタジオ）
1. ラウンドアバウト - "Roundabout" (ライブ)
2. スターシップ・トゥルーパー - "Starship Trooper" (ライブ)
3. ビー・ザ・ワン - "Be the One"
4. ザット,ザット・イズ - "That, That Is"

## ビデオソフト
本アルバムに相当するライブ映像を収録したDVDがリリースされている。

### キーズ・トゥ・アセンション VOL.1〜イエス完全復活ライヴ1996〜
1. イントロダクション
2. シベリアン・カートゥル
3. 危機
4. アイヴ・シーン・オール・グッド・ピープル
5. 時間と言葉
6. 同志
7. 神の啓示

### キーズ・トゥ・アセンション VOL.2〜イエス完全復活ライヴ1996〜
1. 究極
2. 世紀の曲り角
3. アメリカ
4. オンワード
5. 悟りの境地
6. ラウンドアバウト
7. スターシップ・トゥルーパー

## パーソネル
- ジョン・アンダーソン - ボーカル、ギター、ハープ
- スティーヴ・ハウ - ギター、ベース、ボーカル
- クリス・スクワイア - ベース、ボーカル
- リック・ウェイクマン - キーボード
- アラン・ホワイト - ドラム、パーカッション